# Pfarrhaus (Haindling)

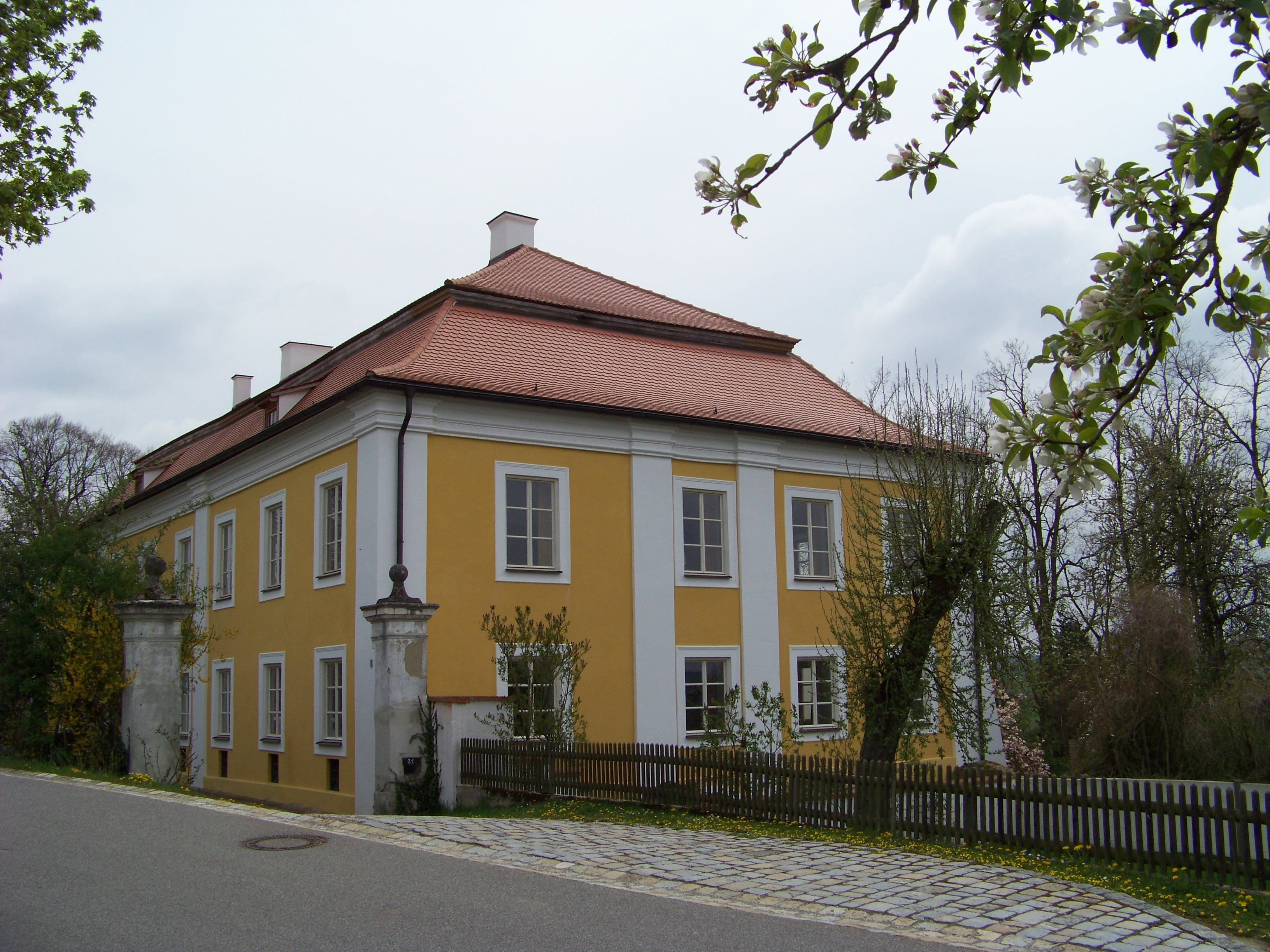
Ehemaliges Pfarrhaus in Haindling

Das Pfarrhaus in Haindling, einem Stadtteil von Geiselhöring im niederbayerischen Landkreis Straubing-Bogen, wurde von 1732 bis 1734 errichtet. Das ehemalige Pfarrhaus mit der Adresse Haindling 21 ist ein geschütztes Baudenkmal.
Der zweigeschossige  Mansard-Walmdachbau mit vier zu neun Fensterachsen und Lisenengliederung wurde als Propstei errichtet. An der östlichen Seite ist der stichbogige Eingang, über dem eine rechteckige Kalksteinplatte mit den Wappen des Klosters St. Emmerman, des Abts und des Bistums Regensburg angebracht ist. Ein kleinerer zweiter Eingang ist an der Südseite.  
Heute wird das Gebäude als Wohnhaus genutzt.